# Масерија Соликара-Ђелзи (Лече)
Масерија Соликара-Ђелзи (итал. Masseria Solicara-Gelsi) је насеље у Италији у округу Лече, региону Апулија.
Према процени из 2011. у насељу је живело 22 становника. Насеље се налази на надморској висини од 16 м.